# Hydropsyche peristerica
Hydropsyche peristerica är en nattsländeart som beskrevs av Lazar Botosaneanu och Marinkovic-gospodnetic 1968. Hydropsyche peristerica ingår i släktet Hydropsyche och familjen ryssjenattsländor. Inga underarter finns listade i Catalogue of Life.